# Austrolebias adloffi
Austrolebias adloffi är en fiskart som först beskrevs av Ahl 1922.  Austrolebias adloffi ingår i släktet Austrolebias och familjen Rivulidae. Inga underarter finns listade.